# Andropogon onscurus
Andropogon onscurus är en gräsart som beskrevs av Karl Moritz Schumann. Andropogon onscurus ingår i släktet Andropogon och familjen gräs. Inga underarter finns listade i Catalogue of Life.